# Lavaerde
Lavaerde (arabisch: Ghassoul, gesprochen: Rhassoul) wird ein gemahlenes Tonmineral (Montmorillonit) genannt, das mit Wasser vermengt zur Körperreinigung verwendet wird. Das Lava im Ausdruck stammt vom lateinischen Wort lavare ‚waschen‘; die arabische Bezeichnung ghassoul hat die gleiche Bedeutung eines Waschmittels. Das tonige Material hat mit Lava nichts zu tun.

## Beschreibung
Bei Lavaerde handelt es sich um Ton. Traditionell wird Ghassoul an der Luft in der Sonne getrocknet und dann fein gemahlen. Die hierbei verwendeten Mineralien werden im marokkanischen Atlasgebirge seit dem achten Jahrhundert abgebaut; ein Areal des Abbaugebietes beansprucht die marokkanische Königsfamilie bis heute für den Eigenbedarf.
Bekannt ist dieses Mittel der Reinigung seit der Antike. Im Mittelalter belieferten Karawanen den gesamten Nahe Osten mit Ghassoul. Seit Ende des 20. Jahrhunderts wird Lavaerde auch in der westlichen Welt verwendet, mittlerweile auch als Grundlage für Shampoos.